# Paramachaerium schomburgkii
Paramachaerium schomburgkii är en ärtväxtart som först beskrevs av George Bentham, och fick sitt nu gällande namn av Adolpho Ducke. Paramachaerium schomburgkii ingår i släktet Paramachaerium och familjen ärtväxter. Inga underarter finns listade i Catalogue of Life.